# Elongatocontoderus fuscofasciatus
Elongatocontoderus fuscofasciatus is een keversoort uit de familie van de boktorren (Cerambycidae). De wetenschappelijke naam van de soort werd voor het eerst geldig gepubliceerd in 1977 door Stephan von Breuning.